# Fidzsi héja
A fidzsi héja (Accipiter rufitorques) a madarak osztályának vágómadár-alakúak (Accipitriformes) rendjébe, ezen belül a vágómadárfélék (Accipitridae) családjába tartozó faj.

## Előfordulása
A Fidzsi-szigetek endemikus madara. A természetes élőhelye szubtrópusi és trópusi síkvidéki esőerdők, száraz szavannák, valamint szántóföldek és városi környezetek.

## Megjelenése
Testhossza 30-40 centiméter. Tollazata szürke.